# Благословення (фільм, 2021)
Благословення (англ. Benediction) — біографічна романтична драма 2021 року. Сценарій написав та зняв стрічку режисер Теренс Деві.

## Сюжет

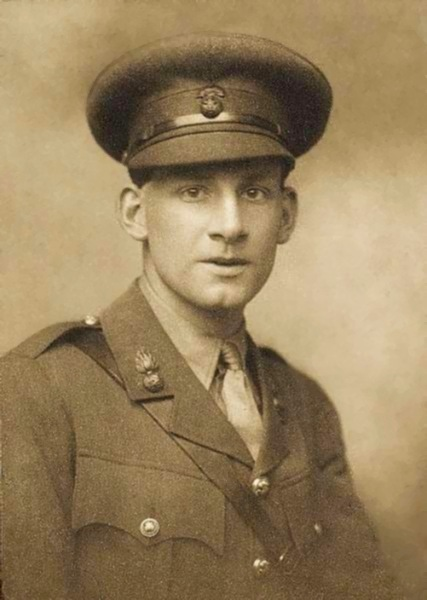
У травні 1915 року Зігфрід Сассун прибув до Франції офіцером королівської валлійської артилерії.

Біографічний фільм про життя великого поета Зіґфріда Сассуна. Він був вкрай непоступливою людиною, яка брала активну участь у битвах під час Першої світової війни. Здобувши численні нагороди за хоробрість, Сассун став критиком уряду, який планував продовжувати бойові дії. Після війни Зігфрід стає видним членом аристократії, а також переживає особисті трагедії, коли зав'язує романтичні стосунки з чоловіками, намагаючись примиритися зі своєю гомосексуальністю і знайти власний життєвий шлях, щоб здобути спокій та смирення.

## У ролях
| Актор             | Роль                        |
| ----------------- | --------------------------- |
| Джек Лоуден       | Зіґфрід Сассун              |
| Пітер Капальді    | Зіґфрід Сассун (у старості) |
| Саймон Рассел Біл | Роберт Росс                 |
| Джеремі Ірвайн    | Айвор Новелло               |
| Кейт Філліпс      | Гестер Гетті                |
| Джемма Джонс      | Гестер Гетті (у старості)   |
| Бен Деніелс       | Вільям Ріверс               |
| Калам Лінч        | Стівен Теннант              |
| Антон Лессер      | Стівен Теннант (у старості) |
| Том Бліт          | Глен Байам Шоу              |
| Метью Теннісон    | Вілфред Овен                |

| Актор             | Роль              |
| ----------------- | ----------------- |
| Джеральдін Джеймс | Тереза Торнікрофт |
| Річард Голдінг    | Джордж Сассун     |
| Гаррі Лоуті       | Боббі Ендрюс      |
| Лія Вільямс       | Едіт Сітвелл      |
| Сюзанна Бертіш    | Оттолайн Моррелл  |
| Джуліан Сендс     | Головний лікар    |
| Джуд Акувудіке    | Священник         |
| Джованна Ріа      | Медсестра         |

## Виробництво

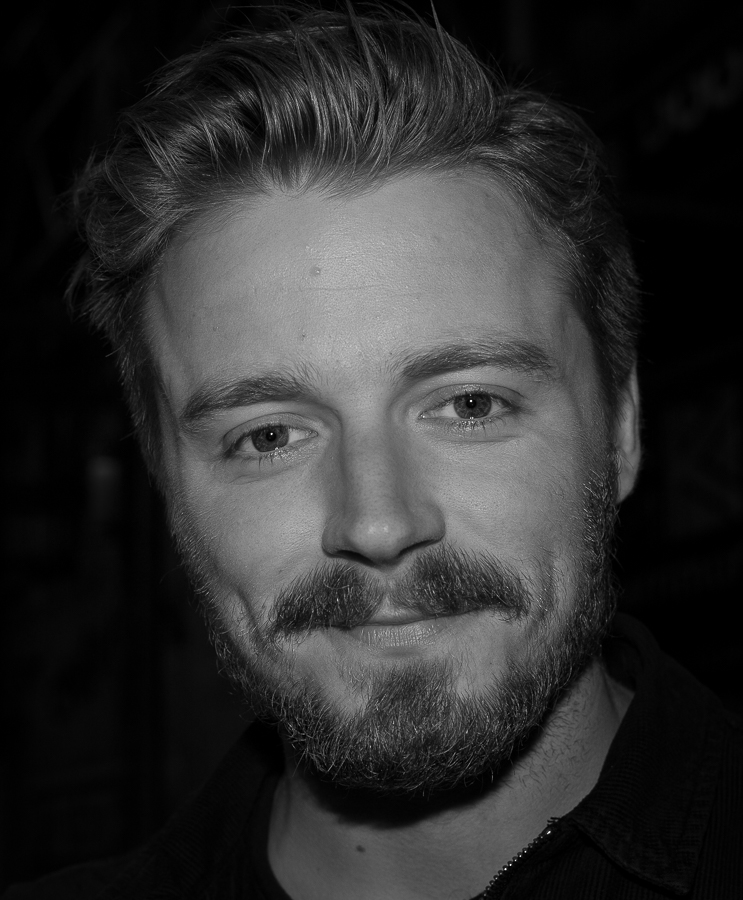
Джек Лоуден зігравший у фільмі Зіґфріда Сассуна

У січні 2020 року Джек Лоуден приєднався до акторського складу фільму, а у березні Пітер Капальді, режисером картини став Теренс Девіс за сценарієм, який він написав. Знімання фільму розпочали 8 вересня та завершили 22 жовтня 2020 року

## Реліз
Світова прем'єра фільму «Благословення» відбулася як спеціальна презентація на Міжнародному кінофестивалі в Торонто 2021 року 12 вересня. Того ж місяця права на розповсюдження фільму у Великобританії та Ірландії придбала компанія Vertigo Films. У жовтні 2021 року Roadside Attractions придбала права на розповсюдження фільму в Північній Америці. Показ фільму у Великій Британії відбувся 20 травня 2022 року та в США 3 червня 2022 року.

## Критика
На Rotten Tomatoes рейтинг фільму становить 93 % на основі 149 відгуків із середнім рейтингом 7,7/10. Консенсус сайту говорить: «Це непросто до перегляду, але „Благословення“ розкриває глибоко вражаючу драму в історії реального життя ветерана бойових дій, чия поезія застерігала від жахів війни».
Metacritic поставив фільму 81 бал зі 100 на основі 32 відгуків критиків, що вказує на «загальне визнання».
Опитування IndieWire серед 165 критиків назвало фільм 13-м кращим фільмом, що вийшов 2022 року.